# Bruno Pezzey
Bruno Edmund Pezzey (Lauterach, 3 februari 1955 – Innsbruck, 31 december 1994) was een Oostenrijks profvoetballer. Hij gold eind jaren 70 en begin jaren 80 als een van de beste verdedigers van zijn generatie. Pezzey werd viermaal genomineerd voor de Europees voetballer van het jaar en daarnaast meerdere malen uitgenodigd voor het Wereldvoetbalelftal van de FIFA. Op oudjaarsdag 1994 overleed Pezzey plotseling aan een hartaanval, nadat hij had deelgenomen aan een ijshockeywedstrijd. De prijs voor de beste Oostenrijkse voetballer, gekozen door de spelers, werd vernoemd naar Pezzey.

## Clubcarrière
Pezzey begon als zesjarige met voetballen bij het plaatselijke FC Lauterach. Op zijn achttiende maakte hij zijn debuut op het hoogste niveau bij FC Vorarlberg. Na slechts één seizoen maakte Pezzey al de overstap naar Wacker Innsbruck. Daar werd hij onder trainer Branko Elsner een vaste waarde, eerst als voorstopper en later als libero. Al tijdens zijn eerste jaar bij Innsbruck won hij zowel de landstitel als de nationale beker. De verdediger, die vooral bekendstond vanwege zijn kopwerk en goede tackles, behaalde in 1977 zijn volgende landskampioenschap. Pezzey maakte indruk en dit resulteerde een jaar later in een transfer naar het Duitse Eintracht Frankfurt.
In Frankfurt werd de Oostenrijker al snel een leidersfiguur en won hij met de club in 1980 de UEFA Cup en een jaar later de DFB-Pokal. Pezzey werd toen verkozen tot de beste buitenlandse voetballer van de Bundesliga. In 1983 maakte de verdediger de overstap naar Werder Bremen, dat onder leiding stond van Otto Rehhagel. Het doel om landskampioen te worden werd niet behaald: Werder eindigde in 1985 en 1986 als tweede in de competitie.
In 1987 keerde Pezzey terug naar Oostenrijk en tekende hij een contract bij FC Swarovski Tirol. Onder leiding van trainer Ernst Happel werden er nog eenmaal successen behaald met een dubbel in 1989 en een landstitel in 1990. Pezzey was zo teleurgesteld in de contractaanbieding van Tirol, dat hij in 1990 besloot zijn carrière per direct te beëindigen.

## Interlandcarrière
In juni 1975 debuteerde Pezzey reeds al twintigjarige in het nationale elftal van Oostenrijk tegen Tsjecho-Slowakije. Samen met Robert Sara vormde hij een sterk verdedigingskoppel binnen het elftal dat kwalificatie voor het WK 1978 afdwong. Op het toernooi baarde Oostenrijk opzien door groepswinnaar te worden voor Brazilië, Spanje en Zweden. Het grootste succes was echter de uitschakeling van titelhouder West-Duitsland in de achtste finale. De historische 3-2-overwinning op de aartsrivaal ging de geschiedenisboeken in als het Wonder van Córdoba. Vier jaar later was Oostenrijk opnieuw aanwezig op het WK in Spanje, waarbij wederom de kwartfinales werden bereikt.
Nadat Josef Hickersberger in 1988 het nationale elftal overnam, had deze geen plaats meer voor aanvoerder Pezzey. De verdediger speelde na zijn laatste optreden in 1987 nog eenmaal in 1990, waardoor hij zijn droom om als eerste Oostenrijkse speler honderd interlands te behalen niet kon verwezenlijken.

## Nevencarrière
Na zijn actieve carrière bleef Pezzey bij het voetbal betrokken toen hij eerst assistent en later bondscoach werd van Jong Oostenrijk.

## Erelijst
Met Wacker Innsbruck:
- Bundesliga: 1974/75, 1976/77
- ÖFB-Cup: 1974/75

Met Eintracht Frankfurt:
- UEFA Cup: 1979/80
- DFB-Pokal: 1980/81

FC Swarovski Tirol:
- Bundesliga: 1988/89, 1989/90
- ÖFB-Cup: 1988/89